# Чебза
Чебза (рум. Cebza) — село у повіті Тіміш в Румунії. Адміністративно підпорядковане місту Чакова.
Село розташоване на відстані 414 км на захід від Бухареста, 26 км на південний захід від Тімішоари.

## Населення
За даними перепису населення 2002 року у селі проживали 745 осіб.
Національний склад населення села:
| Національність | Кількість осіб | Відсоток |
| -------------- | -------------- | -------- |
| румуни         | 712            | 95,6%    |
| цигани         | 16             | 2,1%     |
| угорці         | 11             | 1,5%     |
| серби          | 5              | 0,7%     |

Рідною мовою назвали:
| Мова      | Кількість осіб | Відсоток |
| --------- | -------------- | -------- |
| румунська | 727            | 97,6%    |
| циганська | 7              | 0,9%     |
| угорська  | 6              | 0,8%     |